# Peter Pfeiffer (Designer)

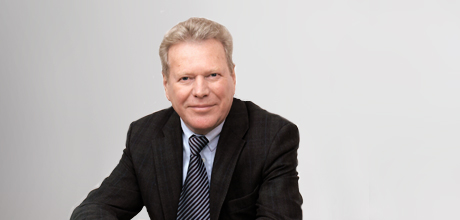
Peter Pfeiffer

Peter Pfeiffer (* 21. August 1943 in Dallwitz) ist ein deutscher Automobildesigner. Er war ab 1999 als Designchef (Leiter der Abteilung Stilistik) der Daimler AG für die Gestaltung zahlreicher Mercedes-Benz-Pkw verantwortlich. Unter seiner Ägide löste sich das Design von funktionalistischen Formen hin zu einer organischen skulpturalen Formensprache. 
Von 2007 bis 2021 war er der Präsident des Rats für Formgebung (German Design Council) und ist Beirat der Links der Isar GmbH, einer Unternehmensberatung für digitales Marketing.

## Privatleben
Nach dem Ende des Zweiten Weltkrieges wurde die gesamte Familie Pfeiffers aus dem Sudetenland vertrieben und siedelte sich im bayerischen Schönbrunn  an.

Aufgrund seines Interesses für Formen und Design begann Pfeiffer nach der Schulausbildung eine Lehre zum Porzellanmodelleur bei „Alboth & Kaiser“ (heute Kaiser-Porzellan) im nahe gelegenen Bad Staffelstein. Im Anschluss wechselte Pfeiffer auf die Fachschule für Porzellan im oberfränkischen Selb. Ein Studienausflug in die Kölner Ford-Werke sollte wenig später das Leben von Peter Pfeiffer grundlegend verändern. Pfeiffer bat den damaligen Designchef Wesely P. Dahlberg, den Vater des legendären Taunus P3, um einen Praktikumsplatz und durfte in der neu gegründeten Designabteilung von Ford einen Kotflügel modellieren. Dahlberg erkannte das Potenzial des jungen Peter Pfeiffer und engagierte ihn sofort.
Peter Pfeiffer ist verheiratet und hat einen Sohn.

## Karriere
Nach ersten erfolgreichen Konzepten und Designstudien wechselte Peter Pfeiffer nach fünf Jahren im Jahr 1967 zum Autobauer Mercedes-Benz in Sindelfingen, wo gerade eine neue Abteilung für Stilistik ins Leben gerufen wurde. Dort arbeitete Pfeiffer zunächst noch an Holzmodellen und später mit Ton und Plastilin. Auch die Umstellung von Tonmodellen auf CAD-gestützte Computermodelle nutzte Pfeiffer für kreative Designs und neue Ideen.
In den folgenden Jahren hatte Pfeiffer maßgeblichen Anteil an zahlreichen Fahrzeugmodellen und wurde 1999 deswegen neuer Designchef bei der damaligen „DaimlerChrysler AG“. Als Nachfolger von Bruno Sacco zeichnete Pfeiffer fortan verantwortlich für die Fahrzeugmarken „Mercedes-Benz“, „Smart“, „Maybach“ und „Freightliner“. Darüber hinaus war Pfeiffer maßgeblich an der Einführung der ersten Cross-over Modelle bei Mercedes beteiligt. Insbesondere die CLS-Klasse von Mercedes mit dem C219 wurde von Peter Pfeiffer geprägt.
Am 7. Dezember 2007 wurde Peter Pfeiffer einstimmig zum neuen Präsidenten des „Rats für Formgebung“ gewählt. Ein halbes Jahr später kündigte der Senior Vice President Design „Mercedes Benz“ seinen Rückzug in den Ruhestand für Mitte 2008 an. Im Jahr 2009 gründete Peter Pfeiffer die „Pfeiffer Design Group“, mit der er seine 40-jährige Berufserfahrung im Designbereich an einen weiteren Kundenkreis und an Nachwuchsdesigner weitergeben wollte. Nach drei Jahren verließ Peter Pfeiffer 2012 die Geschäftsführung der „Pfeiffer Design Group“, die sich daraufhin den Namen „Links der Isar GmbH“ gab und sich inhaltlich auf die Entwicklung von digitalen Unternehmensstrategien fokussierte.

## Auszeichnungen
- Am 27. Juni 2003 wurde Peter Pfeiffer das Bundesverdienstkreuz am Bande verliehen.[7]
- Die „University of Art and Design“ in Budapest ernannte ihn 2004 zum Honorarprofessor.[8][9]